# بغداد أو الاعتقال
بغداد أو الاعتقال هو فيلم وثائقي بميزانية محدودة صور في كندا وتركيا وكردستان والعراق وإسرائيل وفلسطين والأردن وواشنطن العاصمة، أثناء الغزو الذي قادته الولايات المتحدة للعراق عام 2003، اختير في عدد من المهرجانات بما في ذلك مهرجان هوت دوكس في كندا ومهرجان بيرغن السينمائي في النرويج. حصل على الجائزة الأولى لأفضل فيلم وثائقي في مهرجان ويسلر السينمائي عام 2003. يؤرخ مغامرات جوردون واثنين من أفراد فرقة يلونايف أثناء تجولهم عبر الشرق الأوسط أثناء الغزو الأمريكي، وإجراء مقابلات مع شخصيات غريبة عن الخيال مثل القرصان كردي وشخصيات خيالية. وبائع سجاد تركي ومعه قطة اسمها بوش. يستخدم المخرج مات فريم ذكائه الساخر في محاكاة أسلوب مايكل مور في صناعة الأفلام.

## روابط خارجية
- بغداد أو الاعتقال على موقع IMDb (الإنجليزية)
- بغداد أو الاعتقال على موقع أول موفي (الإنجليزية)